# يوب غال
يوب غال (بالهولندية: Joop Gall)‏ هو لاعب كرة قدم ومدرب كرة قدم هولندي، ولد في 25 ديسمبر 1963 في هوخازاند-سابامير في هولندا. لعب مع نادي غرونينغن ونادي فيندام ونادي هيرنفين.

## وصلات خارجية
- يوب غال على موقع قاعدة بيانات كرة القدم.إي يو (الإنجليزية)
- يوب غال على موقع Soccerway.com (الإنجليزية)